# كاثرين ديفيد
كاثرين ديفيد (بالفرنسية: Catherine David) هي مؤرخة الفن فرنسية، ولدت في 19 سبتمبر 1954 في باريس في فرنسا.

## روابط خارجية
- كاثرين ديفيد على موقع مونزينجر (الألمانية)